# ¿Quién diablos es Juliette?
¿Quién diablos es Juliette? és una pel·lícula mexicana documental de 1997, escrita i dirigida per Carlos Marcovich i protagonitzada per Yuliet Ortega i Fabiola Quiroz. Se'l considera el documental mexicà més vist, i també és considerat com un dels documentals que van marcar la dècada de 1990 al cinema mexicà. Es va estrenar el 5 de setembre de 1997 al Canadà.

## Sinopsi
La narració gira entorn de la història real de Yuliet, una prostituta adolescent cubana i Fabiola, una model mexicana.

## Repartiment
- Yuliet Ortega
- Fabiola Quiroz
- Jorge Quiroz
- Victor Ortega
- Michele Ortega
- Salma Hayek
- Benny Ibarra
- Francesco Clemente
- Daniel Giménez Cacho
- Oneida Ramírez

## Producció
Va ser filmada entre octubre de 1995 i gener de 1997 a l'Havana, Nova York, Los Angeles, Morelia i Ciutat de Mèxic. Quan Marcovich estava a Cuba per filmar un vídeo de Benny Ibarra, amb la model mexicana Fabiola Quiroz, una adolescent —Yuliet Ortega— se'ls va acostar a demanar-los diners i Marcovich la va convidar a sortir al vídeo, simplement perquè s'assemblava a la model. D'aquesta trobada va néixer la idea de la pel·lícula desenvolupada sense assajos o guió.

## Llançament
Va ser exhibida en les següents dates:
- Canadà: 5 de setembre de 1997 al Festival Internacional de Cinema de Toronto.
- Estats Units: gener de 1998 al Festival de Cinema de Sundance[4]
- Països Baixos: 2 de febrer de 1998 al Festival Internacional de Cinema de Rotterdam
- Suïssa març de 1998 al Festival de Cinema Internacional de Friburg.
- Argentina: 5 d'abril de 1999 al Festival Internacional de Cinema Independent de Buenos Aires

## Recepció
Sobre aquest film es va opinar:
| «            | Marcovich va trencar els motlles i va treballar en una idea seva, va aconseguir una història que captiva..., es va burlar de si mateix —«els directors només prenen cafè i trien una model per a ficar-se al llit amb ella»— i del seu treball —Salma i Benny apareixen com a elements de burla i d'autenticitat de la història—, i fins es va donar el luxe de resoldre l'enigma de Juliette i Fabiola..., almenys fins al capítol en què les abandonem i sortim de la sala amb la il·lusió de conèixer-les... Quant a altres punts merament cinematogràfics, l'edició és meravellosa —la cinta requereix una sincronia impecable, i la té—, i aquest és un aspecte a esmentar, ja que tot es forma a partir de seqüències molt curtes que han d'anar relacionades. En el visual és òbvia l'experiència fotogràfica del director: hi ha escenes grandioses, com la presa aèria de Xochimilco, el dic cubà amb els nens jugant en l'aigua en càmera lenta o la seqüència leit motiv dels arcs en la cerca de Juliette... En definitiva, una gran, gran cinta... | » |
| — Cinengaños | |   |

Alejandra Szir al lloc web Filmonline.com.ar va escriure:
| « | "És una pel·lícula atractiva. No sols per la seductora i alegre Juliette, sinó perquè es produeix un joc entre el director i les persones que estan davant de la càmera." | » |

## Premis (1998)
- Premi Ariel a la millor edició.[7]
- Premi Ariel a la Millor Opera Prima.
- Candidat al Premi Ariel a la Millor Fotografia.
- Candidat al Premi Ariel al Millor argument original escrit per a cinema.
- Premi Especial del Jurat en el Festival Internacional de Cinema de Cartagena de Indias.
- Candidat al Premi Índia Catalina d'Or a la millor pel·lícula del Festival de Cartagena.
- Premi Ecumènic del Jurat del Festival Internacional de Cinema de Friburg.
- Gran Premi del Festival de Friburg, compartit amb Pizza, birra, faso.
- Premi de la Crítica al Festival Internacional de Cinema de Guadalajara.
- Premi FIPRESCI al Festival Internacional de Cinema de l'Havana.
- Gran Premi en el Festival de Cinema d'Ourense (Galícia).
- Candidat al Premi Tigre del Festival Internacional de Cinema de Rotterdam.
- Premi a la Millor Pel·lícula d'Amèrica Llatina en el Festival de Cinema de Sundance.
- Esment Especial en el Festival Internacional de Cinema Llatinoamericà de Tolosa.